# Cmentarz wojenny nr 282 – Wojnicz-Zamoście
Cmentarz wojenny nr 282 – Wojnicz-Zamoście – austriacki cmentarz wojenny z okresu I wojny światowej wybudowany przez Oddział Grobów Wojennych C. i K. Komendantury Wojskowej w Krakowie na terenie jego okręgu VIII Brzesko.
Zaprojektowany przez austriackiego architekta Roberta Motkę. 
Usytuowany jest w Wojniczu w środkowej części miasta, obok kaplicy Matki Bożej Loretańskiej. Pochowano tu w 2 grobach zbiorowych i 8 grobach pojedynczych 8 żołnierzy austro-węgierskich i 32 rosyjskich. Cmentarz jest uporządkowany i w dobrym stanie.